# Lachduif
De lachduif (Streptopelia risoria, ook S. roseogrisea forma `risoria` en ook Streptopelia roseogrisea domestica) is een gedomesticeerde vogel. De oorspronkelijke vorm is de izabeltortel (Streptopelia risoria) uit Noord-Afrika. Omdat de vogel al duizenden jaren als siervogel wordt gehouden, is de afkomst onzeker. De lachduif hybridiseert gemakkelijk met de Turkse tortel (Streptopelia decaocto).

## Kenmerken
Het is een duif met een grootte van 23 centimeter, met de staart erbij ongeveer 30 centimeter. Het verschil tussen man en vrouw is niet eenvoudig te zien. De mannetjes baltsen tijdens de broedperiode. De kop, de hals en de borst zijn roze. De vleugels zijn geelachtig en de rug geelachtig bruin.
Varianten
De witte lachduif is een witte variant. Deze werd vroeger de Javatortel genoemd.

## Als volièrevogel
Lachduiven worden vooral gehouden in liefhebberskringen. Ze hebben doorgaans geen problemen met andere vogels. Het is echter wel raadzaam om één paartje te huisvesten per volière, omdat de mannetjes tijdens de broedperiode wel agressiever zijn. Ze kunnen zowel binnen als buiten gehouden worden, maar de volière moet langer dan hoog zijn, omdat de vogels graag vliegen.

## Voedsel
Lachduiven eten een mengsel van (tortel)duivenvoer aangevuld met een mengsel voor kleine tropische vogels. Ze eten ook groenvoer zoals muur en trosgierst. Vers drinkwater moet altijd aanwezig zijn.

## Bijzondere eigenschappen
Ze produceren een karakteristiek geluid. Ook nemen ze graag een zandbad om hun veren te fatsoeneren. In het verleden, voor de Tweede Wereldoorlog, werden ze in huis in een kooi boven de voordeur gehangen omdat men meende dat ze huidziekten konden voorkomen of zelfs genezen.

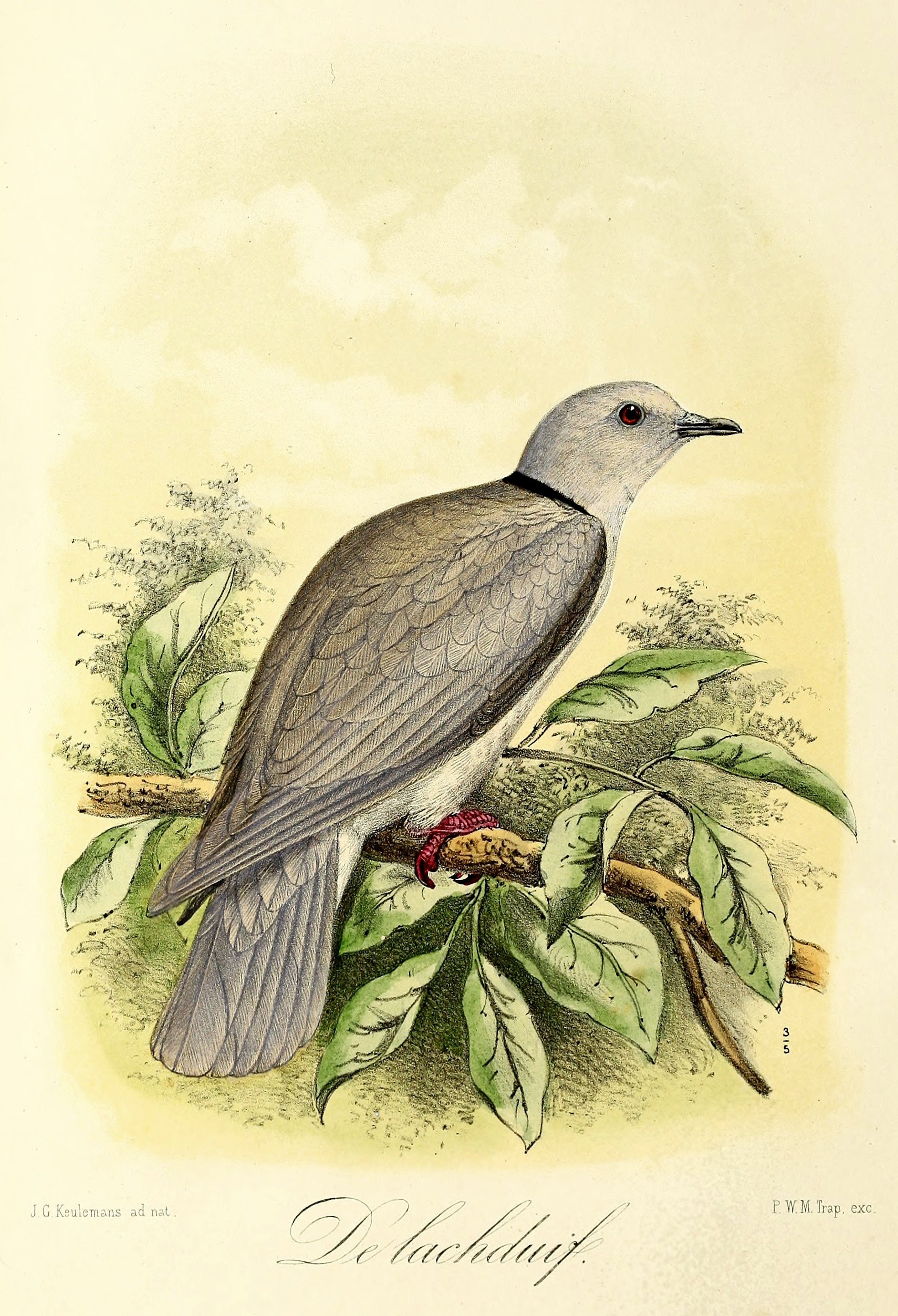
Keulemans 1869

## Kweek
Lachduiven zijn goede kwekers en worden daarom vaak gebruikt als broeders voor duiven die minder goed broeden. Ze staan ook bekend om hun pleegouderschap en accepteren probleemloos andere duiven. Ze leggen 2 eitjes die beurtelings door de duivin ('s nachts) en doffer (overdag) worden bebroed. Het broeden zelf duurt circa 2 weken, na 3 weken vliegen de jongen uit en daarna zijn ze nog een tijdje afhankelijk van hun ouders. Dan kan men ze apart plaatsen. Meestal zijn de ouderdieren dan al bezig met een volgend legsel.
Er zijn in de loop der jaren verschillende varianten gekweekt zoals de phaeo, de perzikkop, roodbruine varianten en effen witte exemplaren, bonte en isabels. Er bestaat ook een gefriseerde lachduif en ook een met zijdeachtige veren. Lachduiven kunnen vrij oud worden, bij goede condities is 25 tot 30 jaar normaal.